# Sturmione
Sturmione, Esturmió in catalano e Esturmio in spagnolo (verso la metà dell'VIII secolo – dopo l'800), è stato un nobile franco, conte di Narbona dal 793 all'800.

## Origine
Sturmione era un nobile franco, di cui non si conoscono gli ascendenti.

## Biografia

La penisola iberica nell'814, con la marca di Spagna, da poco costituita

Di Sturmione si hanno poche notizie.
Sturmione viene citato come terzo conte di Narbona nella Gran enciclopèdia catalana - vescomtat de Narbona.
Sturmione lo troviamo citato col titolo di conte, quando nel Narbonense (in territorio Narbonense) Ludovico il Pio era re (Ludovicus dum rex fuisset) e Sturmione (Sturmioni comiti direxit) nel documento n° 85 delle Preuves de l'Histoire de Languedoc, datato 834, ventesimo anno di regno di Ludovico il Pio (anno XX imperatore domno nostro Ludovico).
Sturmione lo troviamo ancora citato col titolo di conte (Sturmionem comitem) nel documento n° 112 delle Preuves de l'Histoire de Languedoc, datato 844, del re dei Franchi occidentali, Carlo il Calvo, in cui fa riferimento al documento scritto dal padre, Ludovico il Pio (genitori nostri Hludovici piissimi augusti), menzionato sopra.
Non si conosce l'anno esatto della morte di Sturmione; gli succedette Ademaro, che viene citato come quarto conte di Narbona nella Gran enciclopèdia catalana - vescomtat de Narbona.

## Discendenza
Di Sturmione non si conoscono né il nome della moglie né alcuna discendenza.

### Fonti primarie
- (LA)  #ES Histoire générale de Languedoc.

### Letteratura storiografica
- (FR)  Bulletin de la Commission archéologique de Narbonne, anno 1902.